# Aeroporto di Airasca
L'aeroporto di Airasca fu un aeroporto militare italiano costruito in Piemonte, presso Airasca, nel 1936 e utilizzato fino al 1944.

## Storia

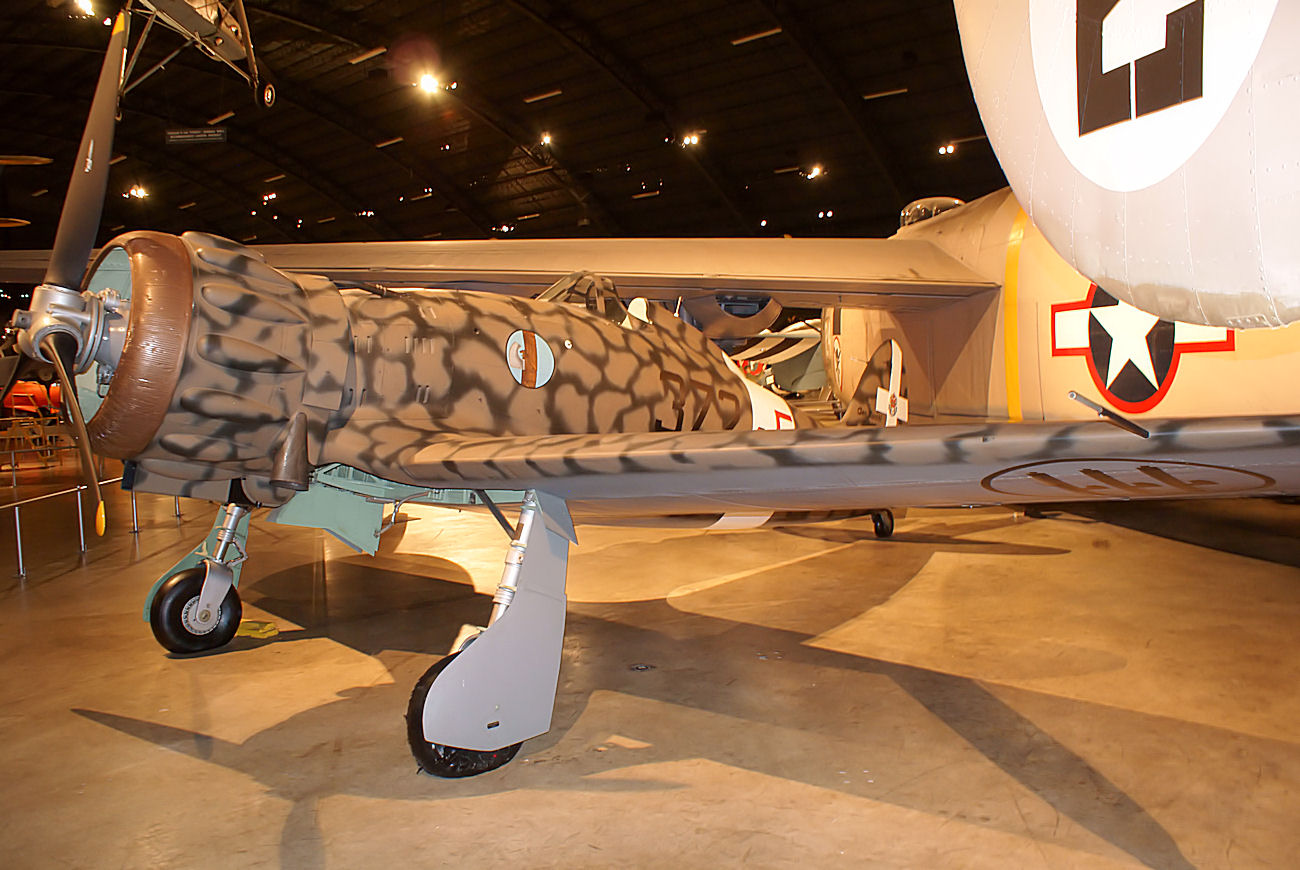
Un caccia Aermacchi C.200 Saetta.

Dopo la fine della guerra d'Etiopia e la conseguente proclamazione dell'Impero l'Italia cercò di riportare alla normalità i rapporti con la Società delle Nazioni, ottenendo risultati incoraggianti, come la cessazione via via dell'embargo economico proclamato dopo lo scoppio della guerra. Rimanevano, tuttavia, tensioni con il governo francese dovute all'avvento al potere del Front populaire chiaramente di ispirazione antifascista. A quel tempo la Francia ospitava numerosi esuli politici italiani, e dal luglio 1936, con l'inizio della guerra civile spagnola, si schierò apertamente con il governo repubblicano, mentre Mussolini appoggiò sempre più apertamente i nazionalisti di Francisco Franco. Preoccupato che l'atteggiamento francese, con aperto appoggio governativo alle organizzazioni antifasciste, si trasformasse nel punto di partenza per un attacco al regime, il Duce ordinò al Ministero dell'aeronautica di attuare il potenziamento della rete aeroportuale ai confini francesi, realizzando un nuovo campo d'aviazione ad Airasca, in provincia di Torino.
La costruzione del nuovo campo d'aviazione fu affidata nel corso del 1936 al comando della 1ª Zona Aerea Territoriale (Z.A.T.), con quartiere generale a Milano.  L'ispezione del terreno previsto per la realizzazione, compiuta dai tecnici, diede ottimi risultati in quanto si trattava di terreno alluvionale che fu giudicato solido e permeabile, per cui le opere di drenaggio si sarebbero potute ridurre al minimo indispensabile.  La falda freatica superficiale si trovava a circa 2,50 m di profondità, mentre le acque piovane assorbite dalla superficie defluivano naturalmente a valle tramite una rete di piccole “bialere”. Oltre alla rete di drenaggio, realizzata dai tecnici della 1ª Z.A.T. con facilità, si rese necessario lo spostamento dei pali della rete elettrica ad alta tensione che si trovava a circa 500 m sul lato est del campo. Le dimensioni del nuovo campo, definito provvisorio, vennero stabilite in 1.000 x 850 m e i terreni, seppure formalmente sotto la giurisdizione della 1ª Z.A.T., non furono acquistati ma presi in affitto da 91 privati cittadini cui fu garantito il pagamento di un canone annuo. La spesa preventiva per la realizzazione, comprensiva dello spianamento del terreno, ammontava a 570.000 lire, con tempo previsto per la realizzazione di 150 giorni.
Una volta completato il 10 settembre 1938 il nuovo campo d'aviazione fu giudicato pienamente operativo, con capacità di accogliere i velivoli di un intero stormo, ma rimase inutilizzato fino all'inizio del 1939. Le dimensioni del campo, però, non vennero ritenute pienamente soddisfacenti, e la Regia Aeronautica decise di portarne la lunghezza a 1.700 m con un preventivo di spesa pari a 400.000 lire.
Il 20 gennaio 1939 il nuovo campo d'aviazione fu ispezionato ufficialmente dal comando della 1ª Z.A.T. che giudicò positivamente le condizioni in cui si trovava, fondo compreso, definendolo “Campo di manovra” con capacità di accogliere un buon numero di velivoli di ogni tipo. L'interesse del comando della Regia Aeronautica per il campo di aviazione di Airasca crebbe con l'aumentare delle tensioni internazionali, e il crescente riarmo di molti paesi europei.
Alla fine del maggio 1940, in vista dell'imminente entrata in guerra del Regno d'Italia con la Francia e la Gran Bretagna lo Stato maggiore dell'Aeronautica pianificò di trasferire ad Airasca l'intero 54º Stormo Caccia Terrestre e la 121ª Squadriglia Osservazione Aerea destinata ad operare alle dirette dipendenze dello Stato maggiore del Regio Esercito. Il 25 maggio il comando della 1ª Z.A.T. comunicò al comune di Airasca la requisizione di molti fabbricati destinati agli alloggi del personale, tra cui un villino per predisporre la sede del comando di Stormo, alcune cascine nei dintorni del campo da destinare ai comandi dei Gruppi e delle Squadriglie, l'infermeria e i magazzini materiali.
Poco tempo dopo, date le limitate capacità ricettive del campo, fu deciso di schierare solo uno dei due gruppi caccia del 54º Stormo, allora equipaggiato con i caccia Aermacchi C.200 Saetta, il 152° (369ª Squadriglia, 370ª Squadriglia e 371ª Squadriglia) al comando del colonnello Enrico Guglielmotti, mentre il 153º Gruppo doveva posizionarsi a Vergiate. Dopo l'inizio delle ostilità, e lo scatenarsi della battaglia delle Alpi Occidentali, gli aerei di stanza ad Airasca, anche a causa delle avverse condizioni meteorologiche,  non presero parte ad avvenimenti bellici. Dopo la firma dell'armistizio di Villa Incisa, il 25 giugno 1940, cessarono le attività e il 152º Gruppo partì per altra destinazione e il campo d'aviazione ritornò a vita di campo di manovra, con personale ridotto al minimo, mentre l'ampia superficie fu concessa ad alcune aziende agricole per le loro produzioni.

### L'arrivo della Luftwaffe

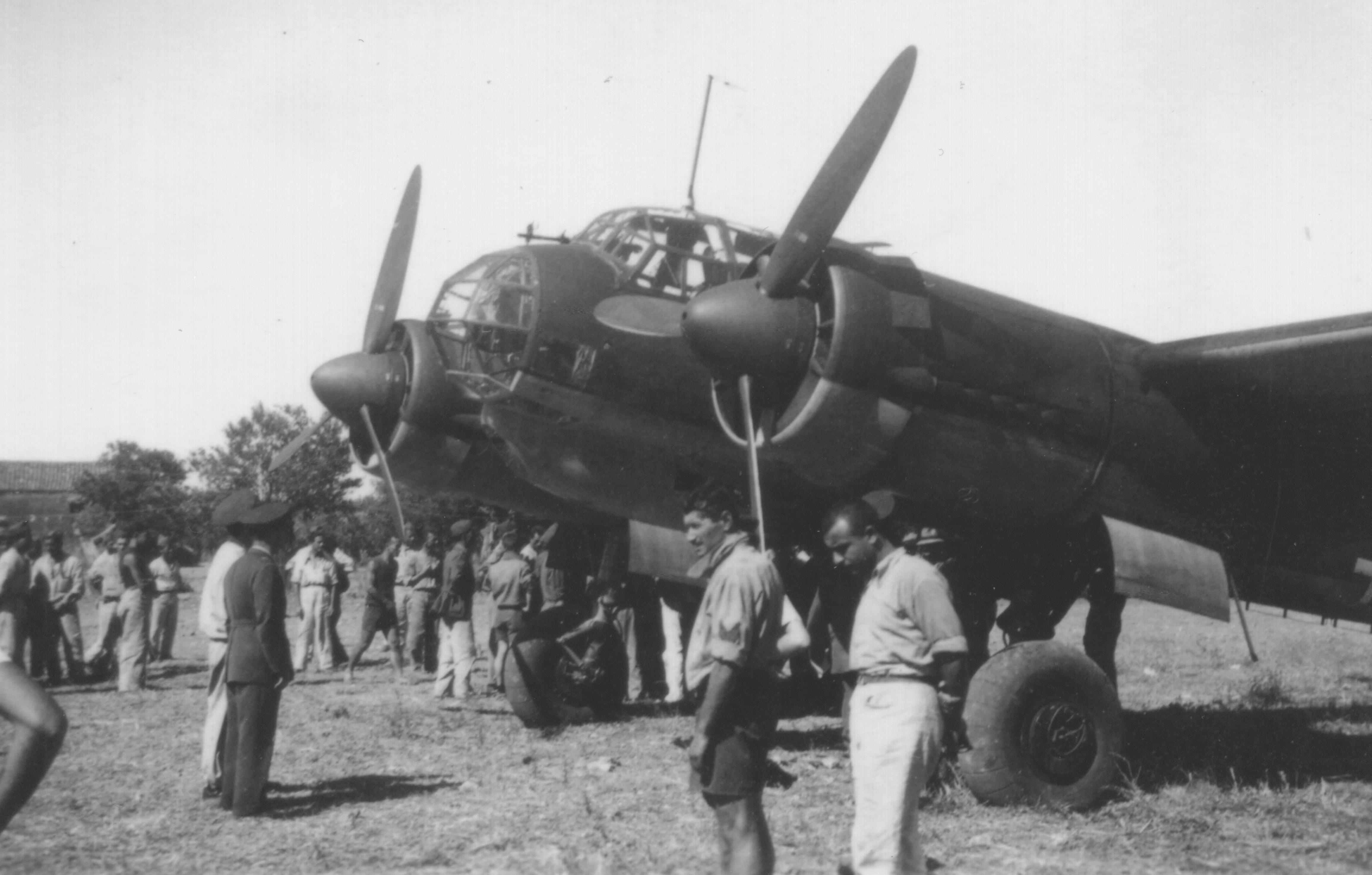
Un bombardiere Junkers Ju 88 della Luftwaffe fotografato su un campo aviazione in Italia.

Nella tarda primavera del 1943 il precipitare della situazione bellica italiana costrinse il comando della Regia Aeronautica a riattivare numerosi aeroporti secondari nel Centro e nel Nord Italia, dove poter ospitare i reparti che venivano trasferiti dalle basi aeree del Sud sottoposte ai violentissimi attacchi aerei Alleati. Nell'ambito di questi trasferimenti, il 4 giugno 1943 giunse ad Airasca, proveniente dall'aeroporto di San Damiano, Piacenza, il I/KG.1 del Kampfgeschwader.1 "Hindemburg" con i suoi 31 bombardieri Junkers Ju 88A-4, seguiti il 23 dello stesso mese dagli 11 bombardieri Junkers Ju 88A-4 della 63ª Squadriglia, 22º Gruppo del 9º Stormo Bombardamento Terrestre, provenienti anch'essi da San Damiano. Vista la situazione di emergenza creatasi la Regia Aeronautica autorizzò il comando della Luftflotte.2 a posizionare ad Airasca anche la squadriglia comando (Stab.KG.1) e il secondo gruppo (II/KG.1) dello stesso reparto. Dato il grande numero di bombardieri presenti sul campo d'aviazione, che risultava sovraffollato, gli 11 Ju 88A-4 italiani furono lasciati fermi e il solo personale della 63ª Squadriglia venne trasferito sull'aeroporto di Villafranca per un corso di qualificazione al volo strumentale e notturno, ed allora il campo di Airasca passò formalmente sotto il comando della Luftwaffe. Il comando tedesco fece subito installare due radiofari, un sentiero luminoso e un impianto di illuminazione della pista, tutte cose assolutamente necessarie per l'attività di volo notturna prevista per l'impiego del reparto. Il comando del Kampfgeschwader.1, anziché pagare materiali e generi di necessità, chiese che il comune di Airasca fornisse gratuitamente la legna per le sette cucine da campo, e che le amministrazioni locali provvedessero al mantenimento degli uomini del reparto tramite l'emissione di buoni di prelevamento. La decisione di stanziare ad Airasca i due gruppi di volo del KG.1 era stata presa direttamente dal feldmaresciallo Wolfram von Richthofen mandato in Italia da Hermann Göring con il preciso compito di riorganizzare i reparti della Luftlotte.2, fortemente debilitati dall'esito negativo della campagna di Tunisia.
A partire dall'inizio dell'Operazione Husky (10 luglio 1943), cioè lo sbarco anglo-americano in Sicilia, i due gruppi di volo del KG.1 vennero intensamente impiegati di notte subendo perdite pesantissime. Ad opera dei caccia notturni provenienti da Malta, e guidati dai radar del GCI, nel mese di luglio andarono persi 36 velivoli, seguiti da 33 nel mese di agosto, rimpiazzati direttamente con 17 aerei e i loro equipaggi provenienti dalla Germania, non perfettamente addestrati.
Dopo la perdita di uno Ju 88 in fase di atterraggio,  con l'aereo che aveva investito un pioppo ed era caduto a soli 150 metri dalla pista con la morte di tutto l'equipaggio, il comando tedesco chiese, ed ottenne, di tagliare tutti gli alberi in una zona profonda 400 m ad ovest del campo, cosa che fu eseguita dal personale tedesco con l'aiuto di prigionieri di guerra sovietici.

### L'utilizzo dopo l'8 settembre 1943

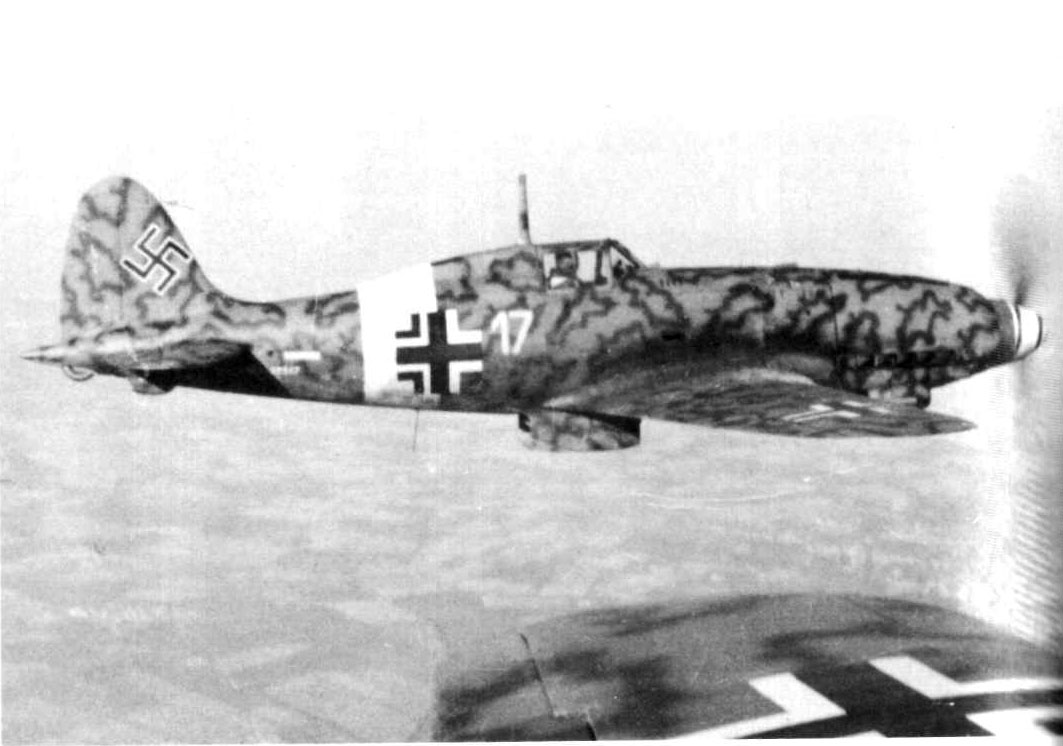
Macchi C.205V Serie III, M.M. 92244 appartenente al II./JG77, Lagnasco, ottobre 1943

Dopo la firma dell'armistizio dell'8 settembre 1943 che causò la repentina uscita del Regno d'Italia dalla guerra, il comando tedesco reagì immediatamente.  Tutti gli edifici occupati dagli italiani passarono rapidamente in mano tedesca, compresi gli 11 aerei della 63ª Squadriglia parcheggiati sul campo, e nei giorni successivi il campo d'aviazione fu usato come scalo per gli aerei da trasporto provenienti dalla Germania che trasportavano rifornimenti ed automezzi per le truppe tedesche dislocate in Piemonte. Arrivarono ad Airasca anche gli esamotori Messerschmitt Me.323 che oltre ai rifornimenti portavano anche mezzi blindati leggeri. Alla fine del mese di novembre il Kampfgeschwader.1 "Hindemburg", ridotto a 17 aerei operativi fu richiamato in Germania per essere ricostruito. Qualche settimana prima della partenza del KG.1 la Luftwaffe aveva iniziato a realizzare un esteso piano di ampliamento e modernizzazione dell'aeroporto, con potenziamento dei servizi, realizzazione di depositi molto decentrati per il carburante e le munizioni, nuove baracche destinate ad ospitare il personale, un grande bunker a prova di bomba, e una vasta aerea satellite a sud della Strada Statale 23 per il decentramento degli aerei. Tra la fine del 1943 e l'inizio del 1944 fu pavimentata con tavolato di legno una pista lunga circa 700 m e larga 60, orientata verso ovest, realizzata sopra una spessa massicciata di materiale alluvionale prelevato tramite un escavatore da alcune cave presenti in zona.  Il grande bunker in leggero cemento armato di forte spessore ospitava l'infermeria, il comando aeroportuale, e la stazione radio. In aree ben decentrate furono realizzati depositi per bombe, carburanti e parti di ricambio che arrivavano per ferrovia alla stazione di Airasca e poi trasportati al campo d'aviazione.
Già a partire dal 23 ottobre erano arrivati ad Airasca i primi caccia Aermacchi C.205V Veltro del II/JG.77 dello Jagdgeschwader 77 Herz As, ma il 6 novembre tutti i C.205V furono trasferiti, su decisione del tenente colonnello Johannes Steinhoff, sul campo d'aviazione di Lagnasco, mentre ad Airasca rimasero i caccia Messerschmitt Bf 109 della squadriglia comando (Stab/JG 77). Entro la fine dell'inverno del 1944 fu completata la realizzazione di un vero e proprio campo d'aviazione satellite tra Airasca e Buriasco, con pista di decollo in cemento armato di 875 m di lunghezza, collegata a sua volta a una quarantina di grandi ripari antischegge disposti a ferro di cavallo, protetti su tre lati da terrapieni in terra battuta, integrata da alcune piste di scorrimento costruite in solido materiale di riporto. Entro le protezioni antischegge venivano parcheggiati gli aerei di base ad Airasca e quelli che vi transitavano occasionalmente. La lunga serie di lavori di ampliamento realizzati dal Bauabteilung 4/IV e dalla Organizzazione Todt non passarono inosservati alla ricognizione aerea Alleata, che dal mese di ottobre del 1943 tenevano sotto costante osservazione il campo d'aviazione. Il 18 marzo 1944 fu scoperta la realizzazione del campo satellite di Buriasco, e delle opere complementari, ed all'epoca Airasca ospitava stabilmente i 15 caccia Bf 109 della squadriglia dello stato maggiore del comando caccia Alta Italia (Stab/Jafü Oberitalien).
Il 4 giugno 1944 iniziarono ad arrivare sul campo d'aviazione i primi cacciabombardieri Focke-Wulf Fw 190 del I Sch G 4 dello Schachtgeschwader 4 per partecipare all'Operazione Habicht-Astore in funzione antipartigiana svoltesi nelle valli del Chisone e del Sangone nella bassa Valle di Susa. Il rischiaramento fu completato una settimana dopo, ma gli aerei non parteciparono a nessuna azione contro i partigiani. Fra il 12 e il 27 luglio la 12th Air Force lanciò un'importante offensiva per la demolizione di tutti i ponti ferroviari e stradali sul fiume Po, denominata "Mallory Major". Ne tentativo di contrastare gli attacchi e difendere i vitali bersagli, gli aerei del I Sch G 4 dello Schachtgeschwader 4 furono mandati in missioni di difesa aerea. Il giorno 12 luglio ventidue Fw 190 decollati da Airasca e Levaldigi attaccarono una grossa formazione di bombardieri mandati a colpire i ponti stradale e ferroviario di Pontelagoscuro. In risposta a questo fatto, a partire dal 1 agosto i cacciabombardieri della 12th Air Force attaccarono, tra gli altri bersagli, gli aeroporti di Airasca, Villanova d'Albenga e Venaria Reale. Quel giorno 20 cacciabombardieri alleati attaccarono il campo di Airasca, lanciando una settantina di bombe e poi mitragliando la pista e la vicina stazione ferroviaria tuttavia senza arrecare gravi danni. Fu danneggiato qualche vecchio aereo tedesco parcheggiato ai margini della pista, alcune case coloniche nei dintorni, e rimasero feriti due civili. Il 21 agosto vi fu un nuovo attacco in cui perì un civile, mentre altri quattro rimasero feriti, e rimasero danneggiati alcuni aerei a terra. Verso la fine del mese di settembre le autorità tedesche decisero di abbandonare definitivamente il campo d'aviazione di Airasca e distrussero con l'esplosivo le piste e il vicino bunker. Le distruzioni risultarono, però, solo parziali, tanto che il 5 febbraio 1945 un quadrimotore da bombardamento americano danneggiato riuscì ad atterrare sul campo d'aviazione, schivando abilmente le distruzioni e gli ostacoli messi sulla pista. Gli aviatori, aiutati dal partigiano Roberto Cantone, riuscirono a sottrarsi alla cattura mentre l'aereo, trovato dai militi della Guardia Nazionale Repubblicana di  Pinerolo che cercarono di mimetizzarlo con dei teli bianchi al fine di confonderlo con il terreno circostante imbiancato dalla neve, fu distrutto il giorno successivo da quattro cacciabombardieri Alleati.
L'ultima incursione da parte degli Alleati avvenne il 29 marzo 1945 quando il complesso aeroportuale di Airasca-Buriasco fu sottoposto ad un attacco aereo da parte di 4 cacciabombardieri Republic P-47 Thunderbolt del 64th Squadron del 57th Fighter Group che dopo aver colpito altri bersagli, lanciarono 4 bombe da 500 libbre sulle piste. Da tempo il terreno aeroportuale era stato destinato ad altri usi, alla fine del mese di ottobre 1944 era stato ceduto dal comando della Luftwaffe al comando amministrativo dell'Aeronautica Nazionale Repubblicana di Torino, che pagava regolarmente gli affitti ai proprietari dei terreni. Ritenuto il campo d'aviazione inutilizzabile al volo l'A.N.R. aveva ceduto in data 27 ottobre 1944 i terreni all'amministrazione della provincia di Torino perché, a condizione che le buche e gli ostacoli messi in atto sulle piste fossero lasciati al loro posto, venissero dati in concessione per l'uso ad agricoltori locali. Questa decisione fu avallata dal Militärkommandantur tedesco di Torino.
Ad oggi esistono ancora la pista in cemento e alcuni ricoveri per velivoli.

### Annotazioni
1. ↑  Il comando della 1ª Z.A.T., oltre ai nuovi lavori di drenaggio e spianamento, non ritenne opportuno realizzare opere aggiuntive di alcun tipo.
2. ↑  Ventiquattro persi in azione e dodici per cause di vario tipo.
3. ↑  Venti persi in azione e tredici per cause di vario tipo.
4. ↑  Nell'incidente perirono gli aviatori Richard Junghaus, Alfred Schade, Jerek Ulbricht e Hans Frohn, che furono tutti sepolti nel cimitero di Airasca.
5. ↑  Nel solo mese di settembre erano andati persi diciannove velivoli in azione e otto per cause di vario tipo.
6. ↑  Tale decisione riguardava anche i campi d'aviazione di Caselle, Buriasco, Venaria Reale, Orbassano e Chivasso.

### Fonti
1. ↑  Pedriali 2004, p. 16.
2. 1 2 3 4 5 6 7 8 9 10  Pedriali 2004, p. 17.
3. 1 2 3 4  Pedriali 2004, p. 18.
4. 1 2 3 4 5  Pedriali 2004, p. 19.
5. ↑  Brotzu, Caso, Cosolo 1971, p. 49.
6. 1 2 3  Brotzu, Caso, Cosolo 1973, p. 74.
7. 1 2 3 4 5 6  Pedriali 2004, p. 20.
8. ↑  Pedriali 2004, p. 21.
9. 1 2  Pedriali 2004, p. 22.
10. 1 2 3 4 5  Pedriali 2004, p. 23.
11. 1 2 3 4 5 6  Pedriali 2004, p. 24.
12. ↑  Apostolo, Cattaneo, Massimello 2008, p. 15.
13. ↑  Apostolo, Cattaneo, Massimello 2008, p. 18.
14. 1 2  Pedriali 2004, p. 25.
15. 1 2 3 4 5  Pedriali 2004, p. 26.
16. 1 2 3 4 5 6  Pedriali 2004, p. 27.
17. 1 2 3 4 5 6 7  Pedriali 2004, p. 29.
18. 1 2  Pedriali 2004, p. 28.